# Rachel Perkins
Rachel Perkins (Canberra, 1970) es una cineasta y guionista australiana, reconocida principalmente por sus películas Radiance (1998), One Night the Moon (2001), Bran Nue Dae (2010) y Jasper Jones (2017). Tiene ascendencia arrente y kalkadoon y fue criada en Canberra por los activistas Charles Perkins y su esposa Eileen.

## Filmografía

### Cine y televisión
- Blood Brothers (1993) – productora, directora y escritora
- Radiance (1998) – directora
- One Night the Moon (2001) – directora y escritora
- Flat (2002) – productora
- Mimi (2002) – productora
- First Australians (2008) – productora, directora, escritora y narradora
- Bran Nue Dae (2010) – directora y escritora
- Mabo (2012) – directora
- Black Panther Woman (2014) – directora
- First Contact (2014) – productora
- Jasper Jones (2017) – directora
- The Prospector (2019) – directora
- Mystery Road (2019 & 2020)
- Total Control (2019)